# Hylophilus brunneiceps
Hylophilus brunneiceps е вид птица от семейство Vireonidae.

## Разпространение
Видът е разпространен в Бразилия, Венецуела и Колумбия.